# 渡辺毅 (数学者)
渡辺 毅（わたなべ たけし、1931年 - ）は日本の数学者。専門は確率過程論、確率解析。大阪大学名誉教授。1960年代に確率論の進展に寄与した。

## 略歴
1931年生まれ。1961年 東京大学で理学博士(論文博士)を取得。大阪市立大学助手、九州大学助教授を経て、1967年1月 大阪大学理学部数学解析第一講座教授。マルコフ連鎖に関するマルティン境界の理論で成果を挙げた。
師は吉田耕作。研究者としての活動時期は主に1960年代で、主要論文は1965年前後の国田寛との一連の共著。
1970年、国際数学者会議(ICM 1970 Nice)での招待講演者。

## エピソード
1965年頃の九州大学でベトナム反戦運動を先駆的に展開した反戦数学者達の一員としても知られていた。